# (7440) Závist
Pour les articles homonymes, voir Závist.
(7440) Závist est un astéroïde de la ceinture principale.

## Description
(7440) Zavist est un astéroïde de la ceinture principale. Il fut découvert le 1er mars 1995 à l'Observatoire Kleť par Miloš Tichý. Il présente une orbite caractérisée par un demi-grand axe de 2,59 UA, une excentricité de 0,16 et une inclinaison de 11,0° par rapport à l'écliptique.

## Compléments